# ACH (luchador)
Albert Christian Hardie Jr. (nacido el 7 de diciembre de 1987) es un luchador profesional retirado estadounidense más conocido por el nombre de ACH. Es conocido por su tiempo en Ring of Honor (ROH) y también ha trabajado para distintas empresas como AAW: Professional Wrestling Redefined (AAW), Chikara, Combat Zone Wrestling (CZW), Dragon Gate USA, Impact Wrestling, Lucha Libre AAA Worldwide (AAA), Major League Wrestling (MLW), New Japan Pro-Wrestling (NJPW), Pro Wrestling Guerrilla (PWG), Pro Wrestling Noah (NOAH) y en WWE con el nombre como Jordan Myles.

## Primeros años
Los padres de Hardie se divorciaron cuando él era un niño y pasó un tiempo entre las dos familias, viviendo una vida "protegida" y desarrollando su imaginación leyendo cómics y viendo dibujos animados. El padre de Hardie es un DJ de San Antonio. Tiene dos hermanas, que son alrededor de diez años mayores que él. A la edad de diez años, Hardie vio por primera vez la lucha libre profesional, cuando fue invitado a la casa de un amigo, donde World Championship Wrestling (WCW) estaba en la televisión. Hardie se sintió inmediatamente fascinado por la lucha profesional, particularmente los luchadores de altos vuelos.

## Carrera

### Circuito independiente (2007-2019)
Hardie fue entrenado por Jerry Reyes y Scot Summers e hizo su debut profesional en lucha libre en febrero de 2007. Después de dos años de trabajar para pequeñas promociones en el circuito independiente con el nombre de ACH, Hardie comenzó a considerar retirarse de lucha profesional, antes de obtener una oferta para trabajar para Anarchy Championship Wrestling (ACW), con sede en su ciudad natal de Austin, Texas.
ACH hizo su debut para Anarchy Championship Wrestling el 23 de agosto de 2009, comenzando una rivalidad con Robert Evans. Ganó su primer título en la promoción el 22 de agosto de 2010, cuando derrotó a Evans para el Campeonato ACW U-30 Young Gun. Perdió el título ante Akira Tozawa el 15 de mayo de 2011. El 12 de noviembre, ACH derrotó a Bolt Brady y Colt Cabana en la primera ronda, luego a Gary Jay en las semifinales y finalmente a JT LaMotta en las finales a gana el Lone Star Classic 2011 y conviértete en el campeón de peso pesado de ACW. ACH mantuvo el título hasta el 22 de julio de 2012, cuando fue derrotado por Jaykus Plisken.El 10 de junio de 2011, ACH derrotó a Bolt Brady para ganar el Campeonato de Peso Pesado Junior Lone Star de la NWA. Sin embargo, apenas un mes más tarde fue despojado del título.
El 14 de abril de 2012, ACH hizo su debut para Combat Zone Wrestling (CZW), ingresó al torneo Best of the Best 11 y perdió ante AR Fox en un partido de primera ronda de tres vías, que también incluyó a Lince Dorado. El 2 de noviembre, ACH hizo su debut para Dragon Gate USA, formando equipo con Cima y Rich Swann en un partido de equipo de otoño de seis hombres, donde derrotaron al Gentleman's Club (Chuck Taylor, Drew Gulak y Orange Cassidy).
El 29 de julio de 2012, ACH hizo su debut para la promoción de Chikara, ingresó al torneo Young Lions Cup X y derrotó a Aaron Epic, JT Dunn y Vinny Marseglia en su primera ronda de cuatro luchas.
ACH sustituyó a un Flip Gordon lesionado en Hand of Doom de PWG en enero de 2019. ACH luchó contra Bandido, en donde fue derrotado. Fue su primera aparición para PWG desde Mystery Vortex IV el 16 de diciembre de 2016, y también su última aparición para PWG debido a su firma en la WWE.

### Ring of Honor (2012-2016)
El 15 de septiembre de 2012, ACH hizo su debut para Ring of Honor (ROH), y se enfrentó a Kyle O'Reilly en un esfuerzo por perder en el pay-per-view de internet Death for Dishonor X: State of Emergency. Regresó a la promoción el 5 de enero de 2013, perdiendo ante Matt Taven en la primera ronda del Torneo Top Prospect. El 21 de febrero, ROH anunció que la promoción había firmado un contrato a largo plazo con ACH.

### Lucha Libre AAA Worldwide (2015, 2018)
El 24 de mayo de 2015, ACH hizo su debut en la empresa mexicana Lucha Libre AAA Worldwide (AAA), cuando formó un trío con Brian Cage y Moose para la Lucha Libre World Cup en la Ciudad de México. Después de derrotar al Equipo AAA (El Hijo del Fantasma, Psycho Clown y El Texano Jr.) en su primer combate, fueron derrotados en las semifinales por el Dream Team (Myzteziz, El Patrón Alberto y Rey Mysterio Jr.).

### Japón (2016-2018)
En julio de 2016, ACH comprueba fuera uno de sus objetivos iniciales en la lucha libre profesional, cuando hizo su debut en Japón mediante la introducción de Pro Wrestling Noah. Después de un récord de cuatro victorias y una derrota, ACH e Ishimori avanzaron a las finales del torneo, donde, el 30 de julio, derrotaron a Atsushi Kotoge y Daisuke Harada.

### WWE (2019)
Se anunció el 11 de febrero de 2019 que ACH firmó un contrato con WWE y comenzó a trabajar en el Performance Center. El 7 de marzo, ACH hizo su debut en un house show de NXT, siendo derrotado ante Raul Mendoza. A partir de entonces, luchó en varios eventos en vivo de NXT en el área de Florida, perdiendo ante otros talentos de NXT como, Mendoza, Kassius Ohno, Marcel Barthel, Dan Matha y Shane Thorne. Durante el WrestleMania Axxess antes de WrestleMania 35 en abril de 2019, se enfrentó a Gran Metalik y Ligero en un combate de triple amenaza durante un evento de WWE Worlds Collide. Su primera victoria en NXT ocurrió el 12 de abril, cuando derrotó a Kona Reeves en un evento en vivo de NXT. Durante mayo y junio continuó luchando en el circuito de espectáculos de la casa de Florida, ganando la mayoría de sus luchas. El 10 de junio de 2019, empezó a ir por el nuevo nombre en el ring como Jordan Myles.
En junio, se anunció que Myles competirá en un torneo llamado NXT Breakout Tournament, donde hizo su debut en el episodio del 10 de julio de NXT, derrotando a Boa en la primera ronda y a Angel Garza en la segunda ronda. En la final, Myles derrotó a Cameron Grimes para ganar el torneo.
En octubre de 2019, Hardie estuvo involucrado en una controversia después de que WWE lanzó una camiseta de Jordan Myles en torno al concepto de que siempre sonríe. Sin embargo, el diseño recibió acusaciones, incluso de Hardie, de que se parecía a la cara negra. WWE cambió la camiseta y publicó una nota indicando que Hardie dio su aprobación al diseño. Después de eso, Hardie publicó una serie de tuits acusando a WWE de racismo. Hardie también acusaría a su antiguo empleador Ring of Honor (ROH) de racismo, incluyendo llamar al ex-Campeón Mundial de ROH Jay Lethal un "Tío Tom". Los comentarios de Hardie hacia Lethal recibieron críticas de leyendas de la lucha libre como Booker T, quien notó que Hardie reaccionó exageradamente con sus comentarios agresivos, apuntando específicamente a Lethal, Triple H y Vince McMahon. El luchador de la WWE, Titus O'Neil, dijo que está de acuerdo con Hardie sobre la camiseta, pero no sobre cómo atrae a otros a sus frustraciones. Posteriormente, Hardie se disculpó por su reacción exagerada, pero sin embargo afirmó que no retiraría sus comentarios. 
El 13 de noviembre, Hardie publicó un vídeo, exclamando que dejó la WWE, y declaró que "se negó a trabajar para los racistas", aunque su perfil en WWE.com todavía lo enumera como miembro de la lista de NXT. Sin embargo, el 21 de noviembre, WWE anunció oficialmente que Hardie fue liberado de su contrato.

### Regreso al circuito independiente (2019-2021)
Hardie regresó al circuito independiente después de que WWE lo liberara. El 6 de diciembre de 2019, Major League Wrestling (MLW) anunció que Hardie, una vez más usando su nombre de ACH, había firmado con la compañía. ACH luchó en el set de grabaciones de TV en el torneo de Opera Cup, en equipo con el expeleador de MMA King Mo. Al día siguiente, Hardie anunció en Twitter que dejaría la lucha libre profesional, lo que llevó a MLW a publicar la declaración "Respetamos la decisión de ACH y queremos que sea feliz". Sin embargo, Hardie regresó el 29 de diciembre de 2019 durante un evento de Atlanta Wrestling Entertainment.

### Regreso a New Japan Pro Wrestling (2020-2021)
El 10 de agosto de 2020, se anunció que ACH regresaría a New Japan Pro Wrestling como parte de su nueva serie semanal NJPW Strong el 14 de agosto, donde se asoció con Alex Zayne y TJP para enfrentarse a Blake Christian, Misterioso y PJ Black.
El 2 de noviembre de 2020, ACH fue anunciado por New Japan Pro-Wrestling's de Super J-Cup torneo. Donde en la primera ronda vencería a TJP y en la segunda a Chris Bey, sin embargo, perdería la final ante El Phantasmo

## En lucha
- Movimientos finales

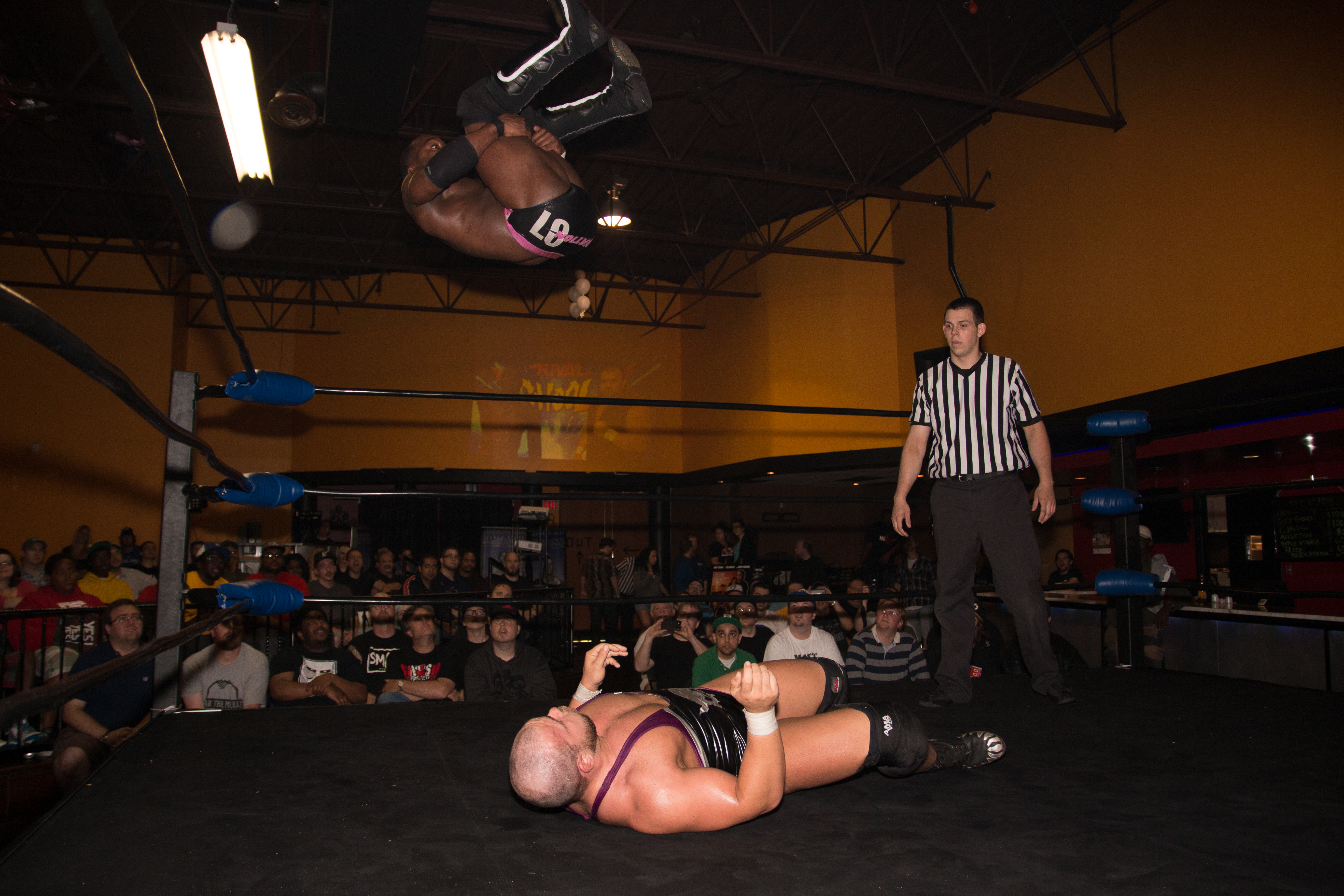
ACH aplicándole un Midnight Star a Michael Elgin

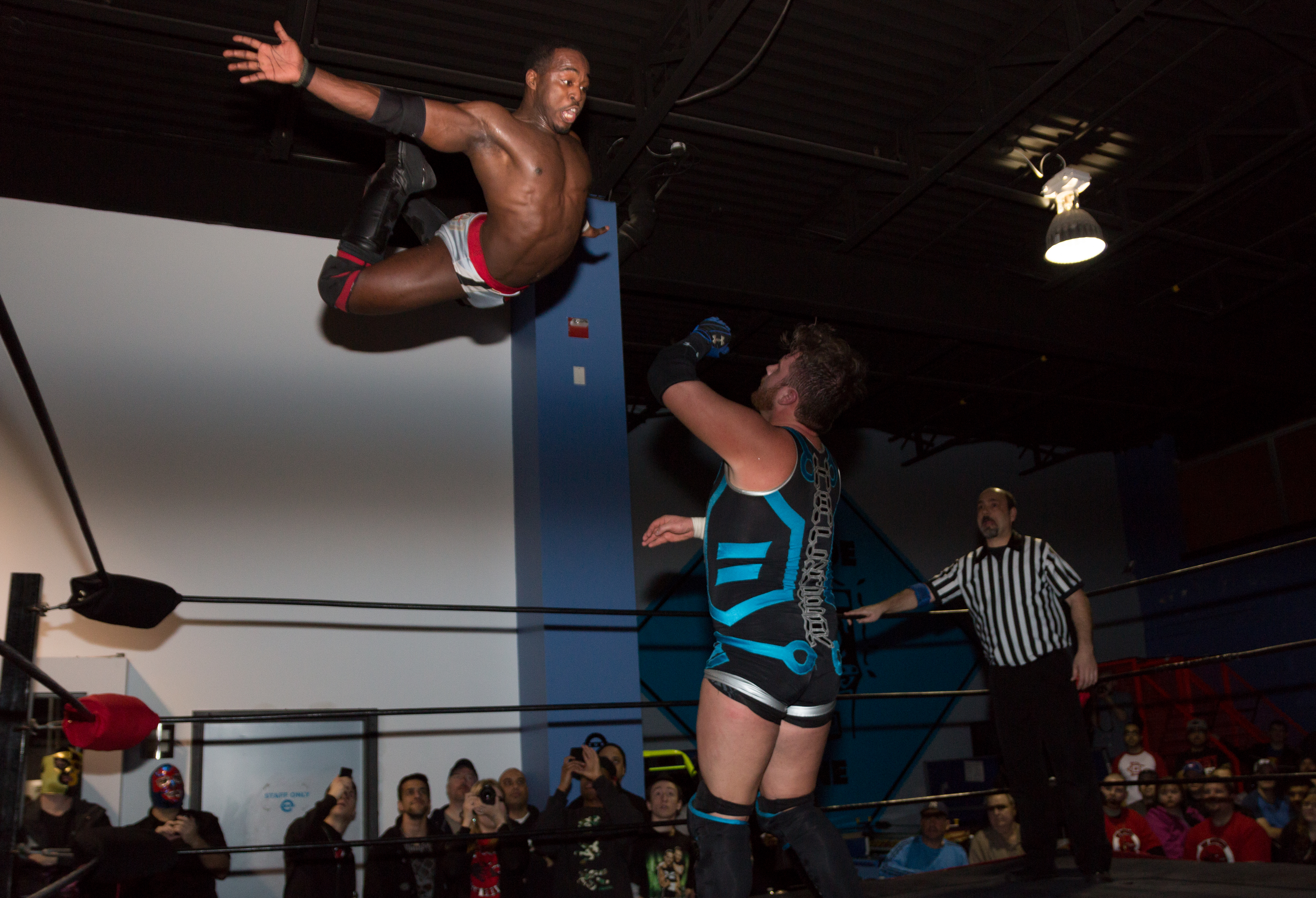
ACH aplicándole un diving crossbody a Scotty O'Shea

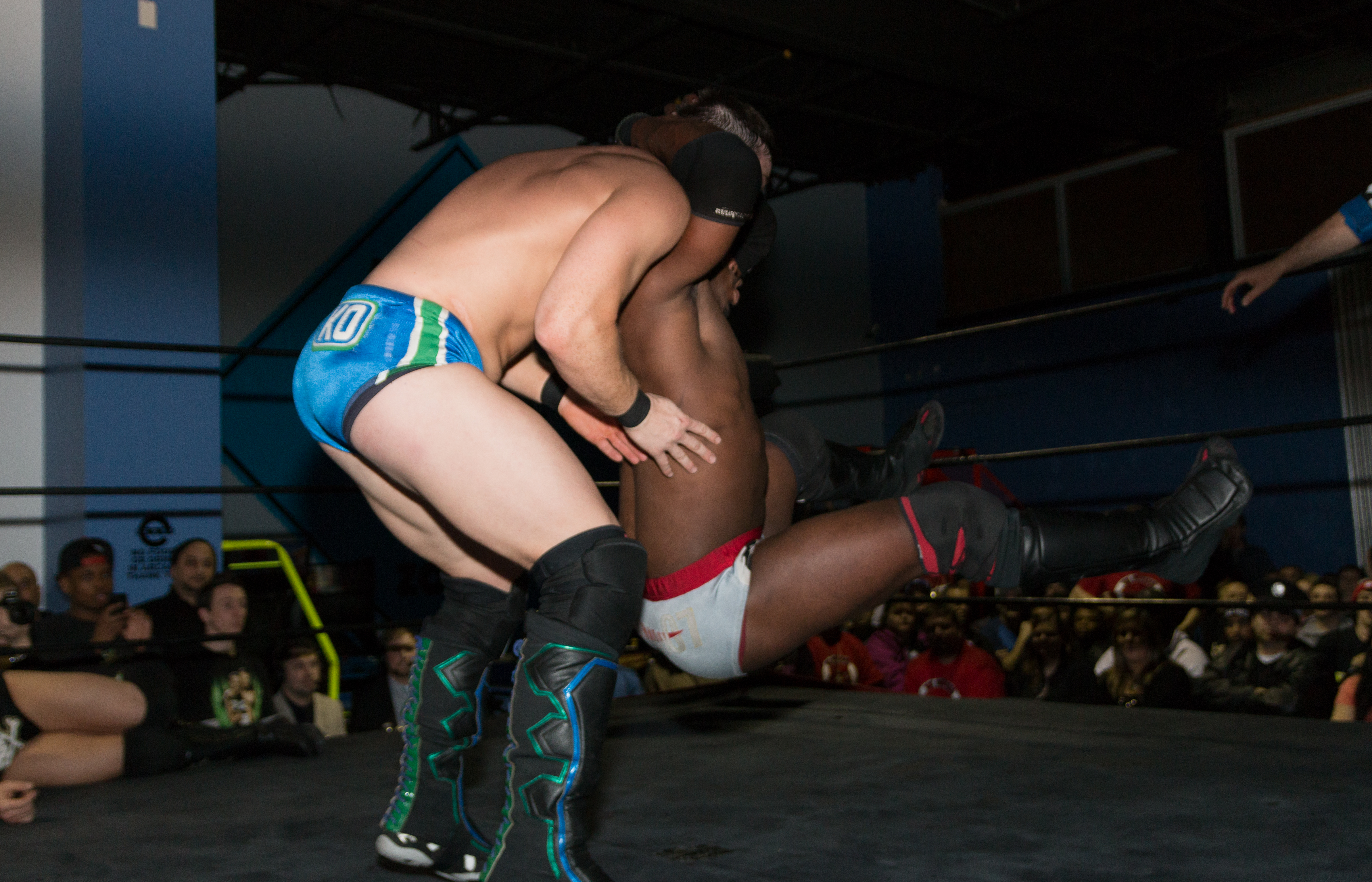
ACH aplicándole un stunner a Kyle O'Reilly

  - ACH's Big Bang Attack/Soul Buster (Cradle DDT)[19]
  - Midnight Driver[20] (Sitout scoop slam piledriver)[21]
  - Midnight Star (450° splash)[22][23][24][25]
  - Buster Call (Brainbuster)[26]
- Movimientos en firma
  - Air Jordan / Michael Jordan[27] (Springboard plancha)[28][29][30][31]
  - Booker T (Scissors kick from the apron to a rope-hung opponent)[1]
  - Crane kick[5][32]
  - Dragon Ball Z (Three elbow smashes to a cornered opponent followed by a running turnbuckle thrust)[5][1]
  - Dragon-Fly (Frog splash)[5][1][33][6]
  - Fatality (Rope-hung rolling cutter)[1][6]
  - Free Bird Crossbody (Diving crossbody)[6]
  - Hero's Grip (Bridging German suplex)[27]
  - Kamehameha Wave (Kick to the opponent's chest followed by a double palm thrust to the opponent's chest)[5][1][6]
  - M.J. Elbow (Leaping bionic elbow to a cornered opponent)[5][1][6]
  - Ready or Not Here I Come (Sliding corner clothesline to a seated opponent)[5][1][34][6][33]
  - Shelton Benjamin Approved T-Bone (Exploder suplex lifted and dropped into a modified scoop powerslam)[6]
  - Sonic Boom (Running one-armed swinging neckbreaker)[6]
- Apodos
  - "Any Cool Name I Can Think Of"[1]
  - "Chicken-Hawk"[1]
  - "The Glow of Texas"[5][1][34][6]
  - "Human Video Game Highlight"[34][6]
  - "The Last Dragon"[5][1][34][6]
  - "The Last Hero"[1]
  - "Midnight Cannonball"[32]
  - "The Young Simba"[33]
  - "Super ACH"[34]

## Campeonatos y logros
- AAW: Professional Wrestling Redefined
  - AAW Heavyweight Championship (1 vez)
  - AAW Heritage Championship (2 veces)
  - AAW Heritage Championship Tournament (2013)

- Anarchy Championship Wrestling
  - ACW Heavyweight Championship (1 vez)
  - ACW Tag Team Championship (1 vez) - with Kody Lane
  - ACW U-30 Young Gun Championship (1 vez)
  - Lone Star Classic (2011)

- Atlanta Wrestling Entertainment
  - GCW Championship (1 vez, actual)

- DDT Pro-Wrestling
  - Ironman Heavymetalweight Championship (1 vez)

- Evolve
  - Evolve Tag Team Championship (1 vez) – con Ethan Page

- High Risk Wrestling
  - HRW High Risk Championship (1 vez)

- Inspire Pro Wrestling
  - Inspire Pro Pure Prestige Championship (1 vez)

- Metro Pro Wrestling
  - MPW Central States Championship (1 vez)
  - NWA Central States Heavyweight Championship (1 vez)
  - NWA Central States Heavyweight Championship Tournament (2012)

- WWE
  - NXT Breakout Tournament (2019)[16]

- Pro Wrestling Illustrated
  - Situado en el Nº113 en los PWI 500 de 2013[35]
  - Situado en el Nº158 en los PWI 500 de 2014[36]
  - Situado en el Nº58 en los PWI 500 de 2015[37]
  - Situado en el Nº74 en los PWI 500 de 2016[38]
  - Situado en el Nº144 en los PWI 500 de 2017[39]
  - Situado en el Nº136 en los PWI 500 de 2017[40]
  - Situado en el Nº366 en los PWI 500 de 2019[41]